# Paul Sanders (historien)
Pour les articles homonymes, voir Paul Sanders.
Paul Sanders est un historien et professeur de gestion d'origines anglaise et allemande.

## Biographie
Il est titulaire du DEA Histoire du XXe siècle de Sciences Po Paris ainsi que d’un doctorat obtenu à l’Université de Cambridge (2000). En 2010 il est conseiller scientifique auprès du cabinet du Premier ministre britannique, dans le cadre de l’initiative British Heroes of the Holocaust. 
Il commence son parcours professionnel comme professeur invité à l’université des sciences humaines (EHU) de Minsk en Biélorussie, suivi de la vice-direction du Central Registry for Looted Cultural Property à Londres. Il devient ensuite maître de conférences à l’université d’Oxford, historien officiel de l’île de Jersey et, de 2006 à 2012, professeur permanent au groupe ESC Dijon Bourgogne - Burgundy School of Business -. En septembre 2012 il rejoint l’équipe de NEOMA Business School (Reims-Rouen). Ses enseignements et  travaux de recherche couvrent les champs de la géopolitique,,,,, de l’éthique,, et du leadership,,,,,. 

## Publications
- Protest, Defiance and Resistance in the Channel Islands - German Occupation, 1940-45, avec Gillian Carr et Louise Willmot, Bloomsbury, Londres, 2014
- The British Channel Islands under German Occupation 1940-1945, Jersey Heritage Trust, 2005
- Histoire du marché noir 1940-1946, Perrin, 2001
- The Ultimate Sacrifice. Twenty-two Channel Islanders and their offenses against the occupying authorities 1940-1945, Jersey Museum, 2018 (3e ed.).